# NGC 458
NGC 458 là một cụm sao phân tán nằm trong chòm sao Đỗ Quyên. Nó được James Dunlop phát hiện vào ngày 6 tháng 9 năm 1826. Nó cũng được John Herschel và DeLisle Stewart quan sát. Nó được Dreyer mô tả là "khá mờ, lớn, tròn, rất sáng ở giữa". Nó cũng được ghi nhận trong Danh lục Chỉ mục thứ hai rằng "có lẽ là một cụm, cực kỳ nhỏ, gần, không có độ mờ đục được DS (DeLisle Stewart) nhìn thấy".